# Donvidas
Donvidas är en kommun i Spanien.   Den ligger i provinsen Provincia de Ávila och regionen Kastilien och Leon, i den centrala delen av landet, 120 km nordväst om huvudstaden Madrid. Arean är 11,0 kvadratkilometer.
Terrängen i Donvidas är platt.